# 몽돌
밴드 몽돌(Mongdoll)은 대한민국의 음악 그룹이다. 꿈 '몽', 부딪힐 '돌', '꿈을 위해 부딪혀라'는 의미를 담고 있다. 남성 5인조 밴드로 멤버 모두 충청남도 아산 출신이다. 

## 음반
- 집으로 (2024)
- 윙윙 (2022)
- Running (2022)
- 고장난 아이(i) (2022)
- 우와이야 (2021)
- 어떻게 생각해 (2021)
- Weekend Drive (2021)

## 수상 경력
- 라이징스타를 찾아라 우승 (2023)
- 울산 중구 전국 거리음악대회 동상 (2023)
- 인디스땅스 3위 (2022)
- 대한민국 문화의달 신가객대첩 우수상 (2021)
- 충남음악창작소 I'm a MUSICIAN 금상 (2021)

## 주요 공연
- 경기인디뮤직페스티벌 2023 - 안산 (2023)
- 어디What수어? 공연What수어! - 천안 (2023)
- 몽돌 단독 콘서트 ‘Weekend Drive’ (2022)
- 경기인디뮤직페스티벌 2022 - 김포 (2022)
- 렛츠락페스티벌 (2022)